# Chalcopteryx radians
Chalcopteryx radians – gatunek ważki z rodziny Polythoridae. Występuje na terenie Ameryki Południowej.